# 제이슨 간

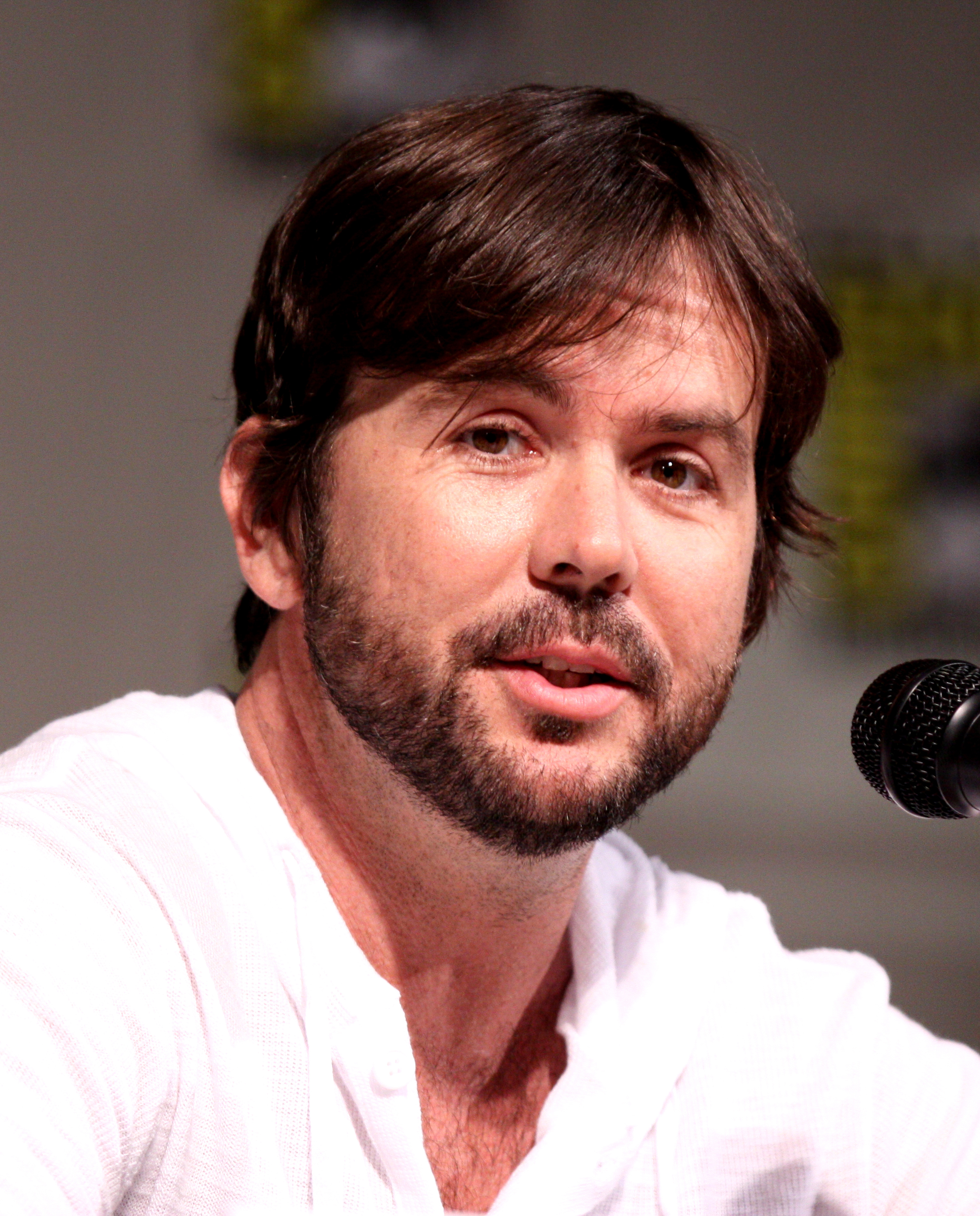

제이슨 갠(Jason Gann, 영어 발음: /gæn/, 1971년 1월 1일 ~ )은 오스트레일리아의 작가, 총괄 제작자, 가수, 영화 감독, 각본가, 영화 제작자이다.
브리즈번에서 태어났다.

## 작품 목록
- 설레스티얼 애비뉴 (2009년)
- 일러스트레이티드 패밀리 닥터 (2005년) - 칼 루커스 역
- 벼락 맞다 (2004년)
- 똑바로 살아라 (2003년)
- City Loop (2000) - 출연

### 텔레비전
- Wilfred (2011-14) - 윌프레드 역 (기획, 각본 겸임)